# Reinhardtia
Reinhardtia je rod palmi smješten u vlastiti tribus Reinhardtieae., dio potporodice Arecoideae. Sastoji se od šest vrsta palmi iz tropske Amerike, od Meksika do Hispaniole i Kolumbije.

## Vrste
1. Reinhardtia elegans Liebm.
2. Reinhardtia gracilis (H.Wendl.) Burret
3. Reinhardtia koschnyana (H.Wendl. & Dammer) Burret
4. Reinhardtia latisecta (H.Wendl.) Burret
5. Reinhardtia paiewonskiana Read, Zanoni & M.M.Mejía
6. Reinhardtia simplex (H.Wendl.) Burret

## Sinonimi
- Malortiea H.Wendl.